# Felix Chung

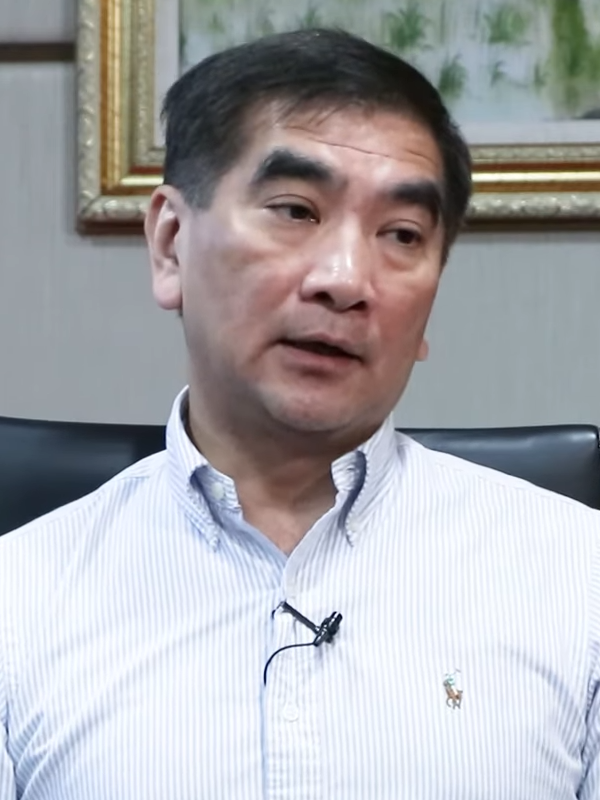
Felix Chung, 2020

Felix Chung Kwok-pan (chinesisch 鍾國斌 / 锺国斌, Pinyin Zhōng Guóbīn, Jyutping Zung1 Gwok3ban1, kantonesisch Chung Kwok-pan; * 4. November 1963 in Hongkong) ist ein chinesischer Politiker und vertritt die Liberale Partei als Mitglied des Legislativrates für den Wahlkreis Textil und Bekleidung. Seit 2016 ist er zudem Parteivorsitzender der Liberalen Partei in Hongkong (自由黨, englisch Liberal Party), nachdem er von 2014 bis 2016 stellvertretender Vorsitzender war.

## Frühe Karriere
Chung wurde 1963 in eine Unternehmerfamilie geboren, die im Bekleidungssektor tätig war. Ihnen gehört die Chungweiming Knitting Factory Limited. Er wurde in Schottland ausgebildet und schloss 1986 sein Studium an der Robert Gordon Universität in Aberdeen mit einem Bachelor of Science ab. Zwei Jahre später schloss er 1987 an der Stirling Universität einen Master of Business Administration ab. Nach seinen beiden erfolgreichen Abschlüssen kehrte Chung im Alter von 24 Jahren nach Hongkong zurück, wo er zunächst bei einer örtlichen Vermessungsfirma arbeitete. Später im Jahr 1988 trat er in sein Familienunternehmen, eine Strickwarenfabrik, ein und half seinem Vater.
Später wurde Chung Vorsitzender der Hong Kong Apparel Society und trat bei den Wahlen zum Legislativrat im Jahr 2008 als unabhängiger Funktionär des Textil- und Bekleidungswahlkreises gegen die langjährige Amtsinhaberin Sophie Leung von der Liberalen Partei an.

## Legislativrat
2009 wurde er von dem Ehrenvorsitzenden der Liberalen Partei, James Tien, eingeladen, der Partei beizutreten. Bei den Wahlen zum Legislativrat im Jahr 2012 trat er erneut im gleichen Wahlkreis gegen Henry Tan, CEO und Präsident von Luen Thai Holdings, an, nachdem Sophie Lueng ihren Rücktritt angekündigt hatte. Er gewann und holte den Wahlkreis für die Liberale Partei zurück. Als James Tien und Selina Chow als Parteivorsitzende zurücktraten, wurde Chung am 1. Dezember 2014 zum stellvertretenden Parteivorsitzenden ernannt.
Chung führte eine Debatte mit dem Vorstandsvorsitzenden Leung Chun-ying über Leungs „angemessen proaktive“ Wirtschaftspolitik im Jahr 2015. Er hielt es für besorgniserregend, dass Leung den „positiven Nichinterventioismus“ für „angemessen proaktiv“ aufgab.
Er behielt seinen Sitz bei den Wahlen zum Legislativrat im Jahr 2016. Nach der Wahl gelang es ihm, den ausscheidenden Vincent Fang zum Vorsitzenden der Partei zu ernennen.
Chung ist außerdem Mitglied des beratenden Ausschusses für die Textil- und Bekleidungsindustrie, Direktor der chinesischen Herstellerveiniguung in Hongkong und Direktor des Hong Kong Brand Development Council. Er war Mitglied des 9. Provinzausschusses von Guangdong der chinesischen Volkskonferenz für politische Beratung im Jahr 1998. Seit 2006 ist Chung auch ein Mitglied des Wahlausschusses in Hongkong.